# شهرستان پولک (جورجیا)
شهرستان پولک، جورجیا (به انگلیسی: Polk County, Georgia) یک سکونتگاه مسکونی در ایالات متحده آمریکا است که در جورجیا واقع شده‌است.